# Succinimidyl-4-(N-maleimidomethyl)cyclohexan-1-carboxylat
Succinimidyl-4-(N-maleimidomethyl)cyclohexan-1-carboxylat (SMCC) steht für einen Quervernetzer, der in der Biochemie zur Quervernetzung zweier Moleküle verwendet wird. SMCC verfügt über eine N-Hydroxysuccinimidester-Gruppe und eine Maleimid-Gruppe. Mit der N-Hydroxysuccinimid-Gruppe können primäre Amine reagieren, wie die Seitenketten der Aminosäure Lysin. Sulfhydrylgruppen (wie an der Seitenkette Cysteins) reagieren mit dem Maleimid-Teil. Als heterobifunktionaler Quervernetzer wird dieser vor allem bei Antikörper-Wirkstoff-Konjugaten (ADC) verwendet. Ein Beispiel für ein ADC, bei dem dieser Linker verwendet wird, ist das Trastuzumab-Emtansin. Das strukturell ähnliche  Sulfosuccinimidyl-4-(N-maleimidomethyl)cyclohexan-1-carboxylat wird ebenfalls als Quervernetzer verwendet.